# 伊藤範治
伊藤 範治（いとう のりはる、1892年（明治25年）4月30日 - 1985年（昭和60年）10月31日）は、大日本帝国陸軍軍人。最終階級は陸軍中将。

## 経歴
1892年（明治25年）に福井県で生まれた。陸軍士官学校第25期卒業。1938年（昭和13年）5月30日に高射砲第16連隊長に就任し、7月15日に陸軍砲兵大佐に進級した。1940年（昭和15年）8月に陸軍防空学校幹事に転じ、1941年（昭和16年）7月に第2高射砲隊長に着任。
1942年（昭和17年）8月1日に陸軍少将に進級し、11月9日に中部防空旅団長（中部軍）に着任。1944年（昭和19年）4月27日に砲兵監部附となり、8月22日に千葉陸軍高射学校長を経て、1945年（昭和20年）4月1日に西部高射砲集団長に着任。4月30日に陸軍中将に進級し、5月5日に高射第4師団長に親補され、福岡県筑紫で防空戦闘を指揮する中で終戦を迎えた。
1947年（昭和22年）11月28日、公職追放仮指定を受けた。